# Caloptilia hidakensis
Caloptilia hidakensis là một loài bướm đêm thuộc họ Gracillariidae. Nó được tìm thấy ở Nhật Bản (Hokkaidō, Honshū) và vùng Viễn Đông Nga.
Sải cánh dài khoảng 11 mm.
Ấu trùng ăn Acer mono. Chúng có thể ăn lá nơi chúng làm tổ.